# ピーター・シックリー
ピーター・シックリー（Peter Schickele [ˈʃɪkəli]、1935年7月17日 - 2024年1月16日）は、アメリカ合衆国の作曲家、音楽教育家、パロディ作家である。バッハの（架空の）息子の「P. D. Q. バッハ」が作曲したと称する、様々な作曲家のクラシック音楽をフィーチャーした冗談音楽の作曲で知られる。姓は「シッケレ」「シッケル」とも表記される。
1990年から1993年までの3年連続で、P. D. Q. バッハのアルバムがグラミー賞のコメディアルバム部門を受賞した。また、「シックリー・ミックス」という週1回のラジオ番組の司会を務めていた。

## 若年期
シックリーは1935年7月17日にアイオワ州エイムズで生まれた。両親はアルザス地方からの移民だった。父のライナー・シックリー（Rainer Schickele、1905 - 1989）は作家ルネ・シッケレの息子であり、アイオワ州立大学の農業経済学の教授だった。ライナーは1945年にワシントンD.C.のジョージ・ワシントン大学で教員となり、1946年にノースダコタ州ファーゴのノースダコタ農業大学（現 ノースダコタ州立大学）の農業科学部長に就任した。

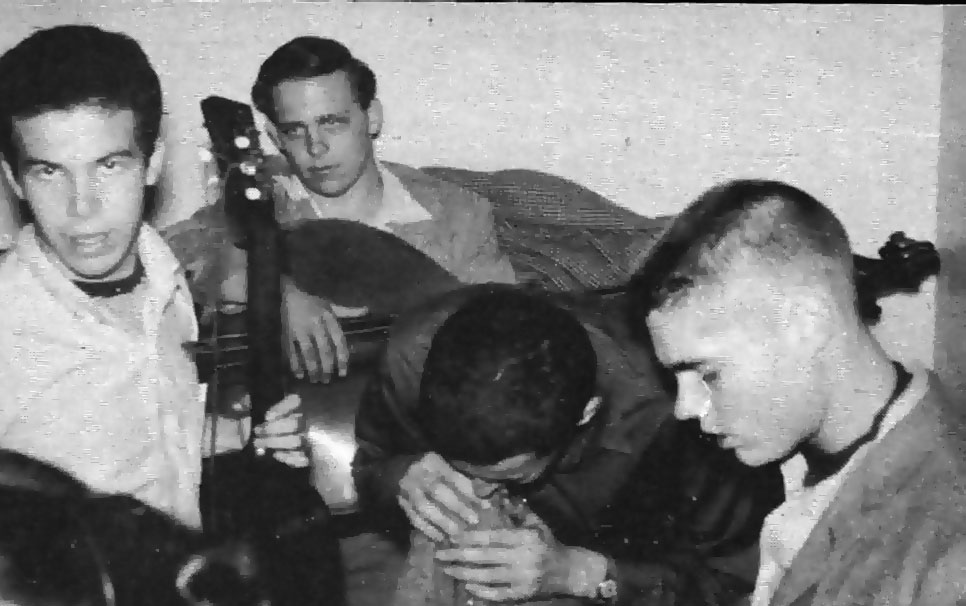
スワースモア大学在学中のシックリー（後）

ファーゴで、幼いシックリーはファーゴ・ムーアヘッド交響楽団のシグヴァルド・トンプソン(Sigvald Thompson)から作曲を学んだ。1952年にファーゴの高校を卒業してスワースモア大学に入学し、1957年に音楽の学位を得て卒業した。スワーモア大学の同級生にテッド・ネルソンがおり、シックリーはネルソンが学生時代に製作した実験映画"The Epiphany of Slocum Furlow"に音楽を提供している。ジュリアード音楽院に進学し、1960年に作曲の修士号を得て卒業した。ジュリアード音楽院では、作曲をロイ・ハリスとヴィンセント・パーシケッティから学んだ。

## 初期のキャリア

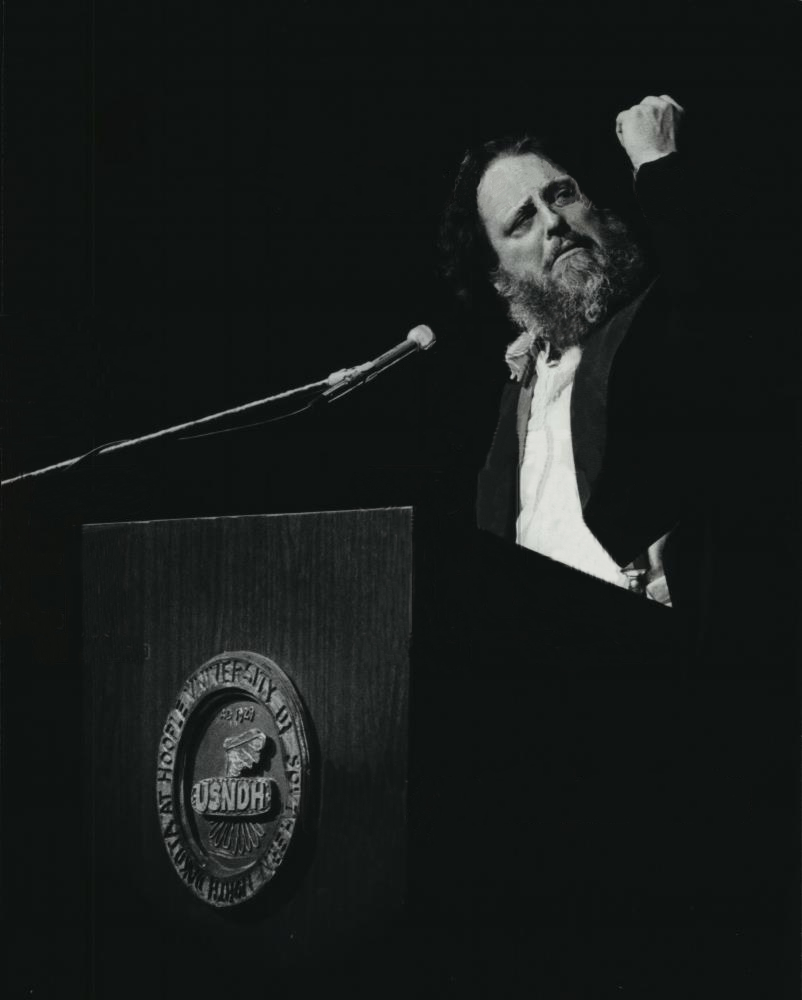
ミルウォーキーにて（1981年）

1961年から1965年まで母校ジュリアード音楽院で教鞭をとり、その後はフリーランスとして活動を続けた。
シックリーは多くのフォーク・ミュージシャンに楽曲を提供している。特に、ジョーン・バエズには、『ノエル』（1966年）、『ジョーン』（1967年）、『バプティズム』（1968年）の3枚のアルバムにおいてオーケストレーションと編曲を担当している。また、1972年のSF映画『サイレント・ランニング』の楽曲も作曲している。

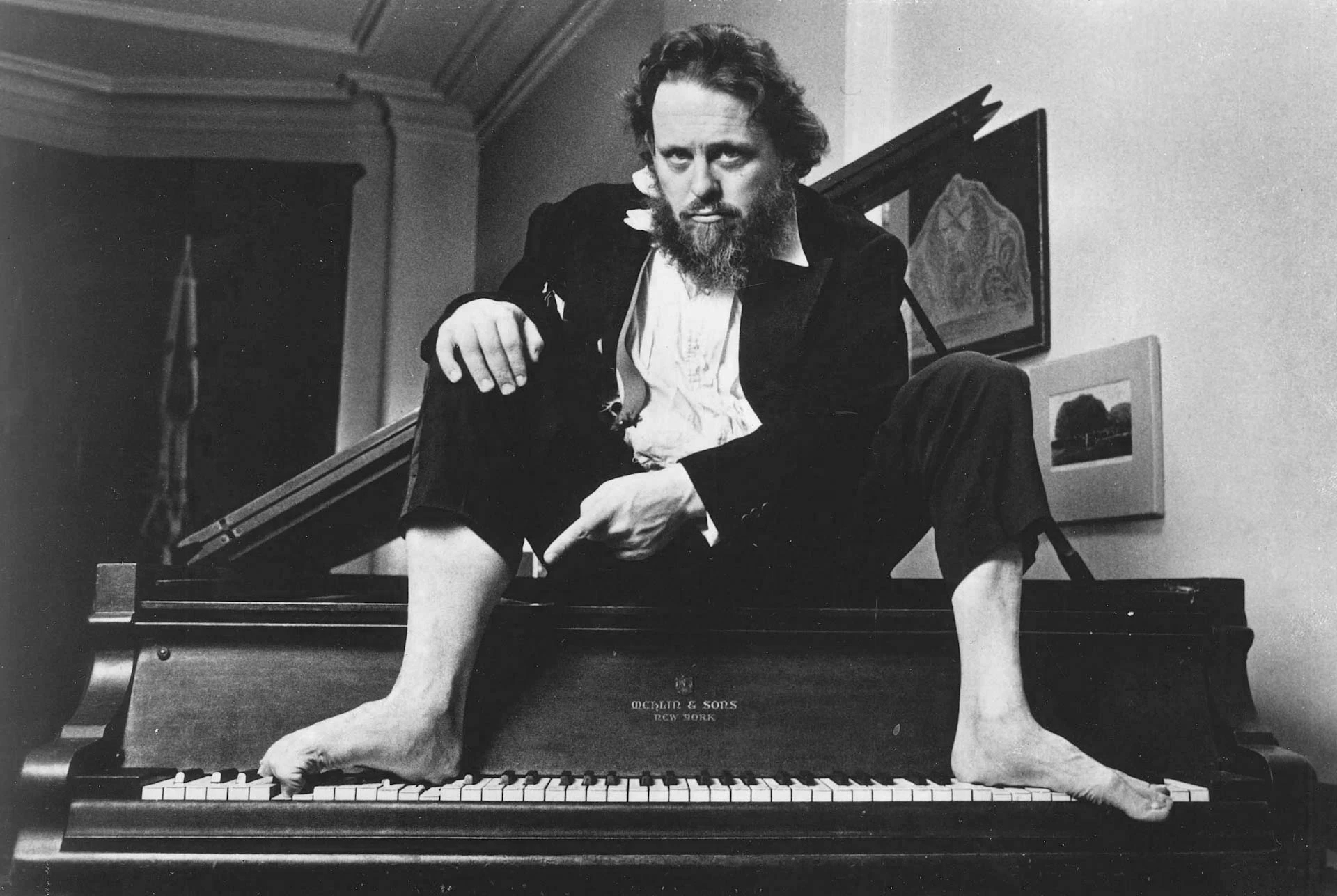
ピアノの上に裸足で座るシックリー（1980年代頃）

シックリーは優れたバスーン奏者でもあり、室内楽ロックトリオ「オープンウインドウ」のメンバーである。このグループは1969年のレヴュー『オー! カルカッタ!』の音楽を作曲・演奏し、3枚のアルバムをリリースした。
シックリーが冗談音楽に関わるようになったのは、1940年代から1950年代にかけてポピュラー音楽のパロディをしていたスパイク・ジョーンズに早くから興味を持っていたことによるものである。ジュリアード音楽院在学中の1959年、指揮者のホルヘ・メスターと共に冗談音楽のコンサートを開き、以来、同校の恒例行事となった。1965年からは会場をニューヨークのタウンホールに移し、一般の聴衆も観覧できるようにした。コンサートのアルバムがヴァンガード・レコードからリリースされ、その際にP. D. Q. バッハというキャラクターが作られた。コンサートが人気を博したことから、1972年からはリンカーン・センターのエイヴリー・フィッシャー・ホールに会場が移されている。

## P. D. Q. バッハ
シックリーは、「バッハの末っ子で最も奇妙な子供」である「P. D. Q. バッハ」という架空の人物が作曲したと称する、様々な作曲家のクラシック音楽をフィーチャーしたパロディ（冗談音楽）の作曲（シックリーは「バイエルン州の古城で自筆譜を発見した」と主張している）で知られる。
P. D. Q. バッハとしての作品は、かなりの程度、「真面目な」作曲家としてのシックリーの作品の影に隠れてしまっている。
シックリーは2015年12月にニューヨークのタウンホールで、P. D. Q. バッハとしての最初のコンサートから50周年を記念するコンサートを行った。自身の健康上の問題からコンサート活動を減らしていたが、2018年までライブ・コンサートを続けていた。

## その他の音楽のキャリア
シックリーは、オーケストラ、合唱団、室内アンサンブル、声楽、テレビ番組などのために100以上の楽曲提供を行っている。その中には、『かいじゅうたちのいるところ』(Where the Wild Things Are)のアニメ化作品（ジーン・ダイッチが1973年に製作した作品の1988年の改訂版）も含まれ、シックリーがナレーションも担当している。ブルース・ダーン主演のSF映画『サイレント・ランニング』（1972年）の音楽を担当し、ダイアン・ランパートとオリジナル曲"Silent Running"と"Rejoice in the Sun"を共作した。また、スクールバンドのための曲や、『オー! カルカッタ!』などのミュージカルの曲も作曲した。数多くのコンサートを企画し、音楽監督や演奏家として参加した。シックリーが作曲したミュージカルの楽曲は数々の賞を受賞した。シックリーの作品は、ヨーロッパのクラシック音楽の伝統とアメリカのイディオムを融合させた独特のスタイルが特徴である。

## ラジオ
シックリーは音楽教育家として、ラジオのクラシック音楽の教育番組『シックリー・ミックス』(Schickele Mix)の司会を務めた。この番組は、アメリカ国内の多くの公共放送、およびパブリック・ラジオ・インターナショナル(PRI)で放送された。番組は1992年に始まった。資金不足のため1999年に終了し、2007年6月まで既存番組の再放送が行われていた。製作された169本の番組のうち、再放送されたのは119本だけだった。最初の50本については、PRIの旧社名であるアメリカン・パブリック・ラジオの社名が入っていたため再放送されなかった。2006年3月からは、50本のうちのいくつかの再放送を開始した。その中には、音楽家や作曲家の名前を周期表のように列挙した「音楽の周期表」という特筆すべき番組も含まれていた。

## 私生活
シックリーは1962年10月27日に詩人のスーザン・シンドール(Susan Sindall)と結婚した。スーザンとの間にはマット(Matt)とカーラ(Karla)という2人の子供がおり、2人とも音楽家になった。シックリーは1990年代に、2人の子供とともにトリオ「ビーキーパー」(Beekeeper)として活動していた。カーラはオーケストラ音楽の作曲もしている。
シックリーの弟のデイヴィッド・シックリー(1937–1999)は映画監督・ミュージシャンである。
シックリーは2024年1月16日にニューヨーク州ベアーズビルの自宅で感染症により88歳で死去した。

## 受賞歴
| 年     | 賞         | 部門                                       | 作品 | 結果       | 出典  |
| ------ | ---------- | ------------------------------------------ | --- | ---------- | ----- |
| 1970年 | グラミー賞 | ミュージカル・シアター・アルバム部門       | Oh! Calcutta!                                                                                             | ノミネート | [ 3 ] |
| 1990年 | グラミー賞 | コメディ・アルバム部門                     | P.D.Q. Bach: 1712 Overture and Other Musical Assaults（序曲とその他の音楽的攻撃『1712年』）               | 受賞       | [ 3 ] |
| 1991年 | グラミー賞 | コメディ・アルバム部門                     | P.D.Q. Bach: Oedipus Tex and Other Choral Calamities（オイディプス・テックスとその他の合唱の災難）        | 受賞       | [ 3 ] |
| 1992年 | グラミー賞 | コメディ・アルバム部門                     | P.D.Q. Bach: WTWP Classical Talkity-Talk Radio                                                            | 受賞       | [ 3 ] |
| 1992年 | グラミー賞 | 子供のためのアルバム部門                   | Prokofiev: Peter and the Wolf / A Zoo Called Earth / Gerald McBoing Boing                                 | ノミネート | [ 3 ] |
| 1993年 | グラミー賞 | コメディ・アルバム部門                     | P.D.Q. Bach: Music for an Awful Lot of Winds and Percussion（ひどくたくさんの管楽器と打楽器のための音楽） | 受賞       | [ 3 ] |
| 1996年 | グラミー賞 | スポークン・コメディ・アルバム部門         | The Definitive Biography of P.D.Q. Bach（P. D. Q. バッハの伝記 決定版）                                   | ノミネート | [ 3 ] |
| 1999年 | グラミー賞 | クラシック・クロスオーヴァー・アルバム部門 | Schickele: Hornsmoke (Piano Concerto No. 2 In F Major "Ole"; Brass Calendar; Hornsmoke – A Horse Opera)   | 受賞       | [ 3 ] |
| 2004年 | グラミー賞 | 子供向けスポークン・ワード・アルバム部門   | The Emperor's New Clothes                                                                                 | ノミネート | [ 3 ] |